# 加悦駅
加悦駅（かやえき）は、かつて京都府与謝郡加悦町（現・与謝野町）字加悦にあった加悦鉄道の駅（廃駅）である。

## 歴史
- 1926年（大正15年）12月5日：加悦鉄道の開業に伴い終点駅として開業。
- 1940年（昭和15年）：当駅から大江山ニッケル鉱山への貨物専用線（日本冶金専用線）が開業。
- 時期不詳：戦後のニッケル採掘中止により貨物専用線を撤去。
- 1977年（昭和52年）9月：駅構内の一区画に「加悦SLの広場」を開設。
- 1985年（昭和60年）5月1日：路線廃止に伴い廃駅。
- 1996年（平成8年）
  - 11月：「加悦SL広場」を旧・大江山鉱山駅跡に移転。
  - 旧駅舎が加悦町（現・与謝野町）の文化財に指定[1]。
- 2001年（平成13年）：旧駅舎を移転し修復[1]。

## 駅周辺
当駅の西側には旧・加悦町の市街地が広がっている。東側には野田川が流れている。
- 与謝野町立加悦中学校
- 与謝野町立加悦小学校
- 与謝野町役場加悦庁舎（旧・加悦町役場。駅跡地）
- 京都府道608号温江加悦線
- 京都府道803号加悦岩滝自転車道線

## 駅跡地

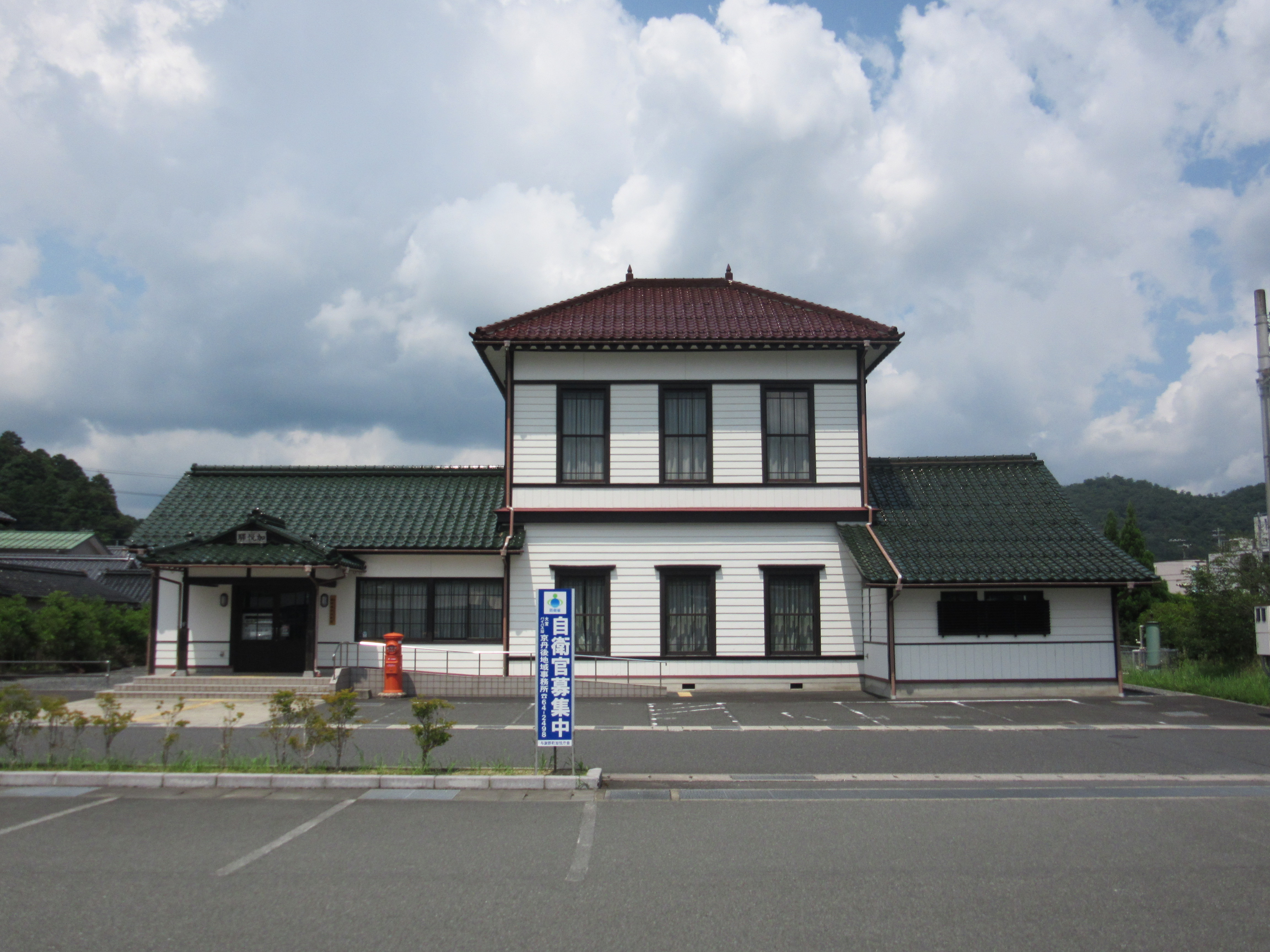
旧加悦鉄道加悦駅舎

駅跡地は与謝野町役場加悦庁舎（旧・加悦町役場）となっている。旧駅舎には「加悦鉄道資料館」が開館し、2010年（平成22年）7月1日より特定非営利活動法人加悦鐵道保存会が管理運営している。当駅を含む加悦鉄道の軌道敷跡は、サイクリングロード「加悦岩滝自転車道線」（京都府道803号加悦岩滝自転車道線）として整備されている。
廃駅前から駅構内は「加悦SLの広場」となり、加悦鉄道で使用された鉄道車両が保存されていたが、1993年（平成5年）に旧・加悦町役場の移転先として敷地を提供し、「加悦SL広場」として旧・大江山鉱山駅跡に移転している。

## 隣の駅
加悦鉄道
加悦鉄道線
三河内駅 - 加悦駅
日本冶金工業
貨物専用線
加悦駅 - 大江山鉱山駅